# Бърни Райтсън
Бърни Райтсън (на английски: Bernard Albert „Bernie“ Wrightson) (27 октомври 1948 – 18 март 2017) е американски художник-аниматор, популярен с авторството на образа на Върколака и други свои произведения. Илюстрира кориците на много от книгите на Стивън Кинг, както и е автор на съвременния образ на Франкенщайн.